# Leszek Jenek
Leszek Jenek (ur. 1 listopada 1968 w Sierakowie) – polski aktor kabaretowy.
Ukończył wychowanie muzyczne na Wyższej Szkole Pedagogicznej w Zielonej Górze. Podczas studiów w 1989 występował w kabarecie Barszcz z krokietem, skąd ok. 1990 przeszedł do kabaretu Potem. Do chwili odejścia Janusza Klimenki (1990) pełnił rolę jego dublera. W Potem grał do zakończenia działalności kabaretu w 1999. Zagrał w dwóch filmach środowiskowej wytwórni A’Yoy: Robin Hood – czwarta strzała (1997, Allan) i Dr Jekyll i Mr Hyde według Wytwórni A’Yoy (1999, Trzeci). Był prowadzącym w telewizyjnym cyklu Kabarety nieroby.
Po zakończeniu kariery w kabarecie Potem, był członkiem kabaretu Paka, a od połowy 2005 występuje w kabarecie Ciach.
Ma żonę Jolantę i córkę Igę.